# تیشنووسکا نووا وس
تیشنووسکا نووا وس (به لاتین: Tišnovská Nová Ves) یک منطقهٔ مسکونی در جمهوری چک است که در ناحیه برنو-تسوونتری واقع شده‌است. تیشنووسکا نووا وس ۴٫۲۷ کیلومتر مربع مساحت و ۶۵ نفر جمعیت دارد و ۴۳۱ متر بالاتر از سطح دریا واقع شده‌است.